# Polycube

Les sept tetracubes libres

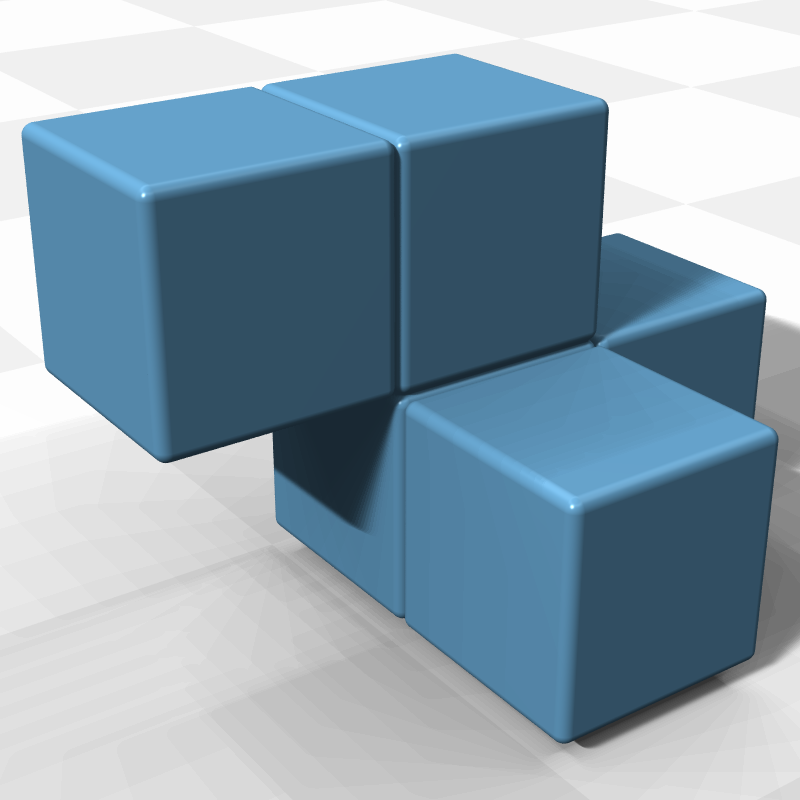
Un pentacube chiral

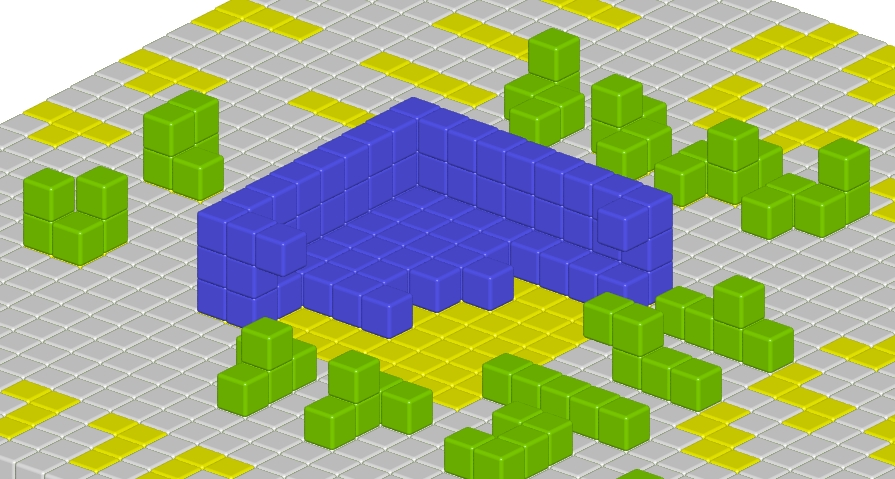
Puzzle a solution unique

Un polycube est une figure solide formée en joignant un ou plusieurs cubes égaux face à face. Les polycubes sont les analogues tridimensionnels des polyominos planaires. Le cube Soma , le cube de Bedlam, le cube diabolique, le puzzle de Slothouber–Graatsma et le puzzle de Conway sont des exemples de jeux mathématiques et casse-têtes basés sur des polycubes.

## Énumération
Comme les polyominos, les polycubes peuvent être énumérés de deux manières, selon que les paires chirales de polycubes sont comptées comme un polycube ou deux. Par exemple, 6 tétracubes ont une symétrie miroir et un est chiral, donnant respectivement 7 ou 8 tétracubes. Contrairement aux polyominos, les polycubes sont généralement comptés avec des paires de miroirs distingués, car on ne peut pas retourner un polycube pour le refléter comme on peut le faire avec un polyominos. En particulier, le cube Soma utilise les deux formes du tétracube chiral.
Les polycubes sont classés en fonction du nombre de cellules cubiques qu'ils possèdent :
| n | Nom de n-polycube | Nombre de n-polycubes unilatéraux (les réflexions sont comptées comme distinctes) | Nombre de n-polycubes libres (les réflexions sont comptées ensemble) |
| - | ----------------- | --------------------------------------------------------------------------------- | -------------------------------------------------------------------- |
| 1 | Monocube          | 1                                                                                 | 1                                                                    |
| 2 | Dicube            | 1                                                                                 | 1                                                                    |
| 3 | Tricube           | 2                                                                                 | 2                                                                    |
| 4 | Tetracube         | 8                                                                                 | 7                                                                    |
| 5 | Pentacube         | 29                                                                                | 23                                                                   |
| 6 | Hexacube          | 166                                                                               | 112                                                                  |
| 7 | Heptacube         | 1023                                                                              | 607                                                                  |
| 8 | Octocube          | 6922                                                                              | 3811                                                                 |

Les polycubes ont été énumérés jusqu'à n=16. Plus récemment, des familles spécifiques de polycubes ont été étudiées,.

## Symétries
Comme les polyominos, les polycubes peuvent être classés en fonction du nombre de symétries qu'ils possèdent. Les symétries des polycubes (classes de conjugaison des sous-groupes du groupe octaédrique achiral) ont d'abord été énumérées par WF Lunnon en 1972. La plupart des polycubes sont asymétriques, mais beaucoup ont des groupes de symétrie plus complexes, jusqu'au groupe de symétrie complet du cube à 48 éléments. De nombreuses autres symétries sont possibles.

## Patron
La question générale de savoir si un polycube "sans trou", i.e., de genre zéro, admet un patron fait de carrés est ouverte.

## Pentacubes
Douze pentacubes sont plats et correspondent aux pentominos. Sur les 17 restants, cinq ont une symétrie miroir et les 12 autres forment six paires chirales.
Les boîtes englobantes des pentacubes ont les tailles 5x1x1, 4x2x1, 3x3x1, 3x2x1, 4x2x2, 3x2x2, and 2x2x2.
Un polycube peut avoir jusqu'à 24 orientations dans le réseau cubique, ou 48 si la réflexion est autorisée. Parmi les pentacubes, deux plats (5x1x1 et la croix) ont une symétrie miroir dans les trois axes ; ceux-ci ont seulement trois orientations. Dix ont une symétrie miroir ; ceux-ci ont 12 orientations. Chacun des 17 autres pentacubes a 24 orientations.

## Octacubes

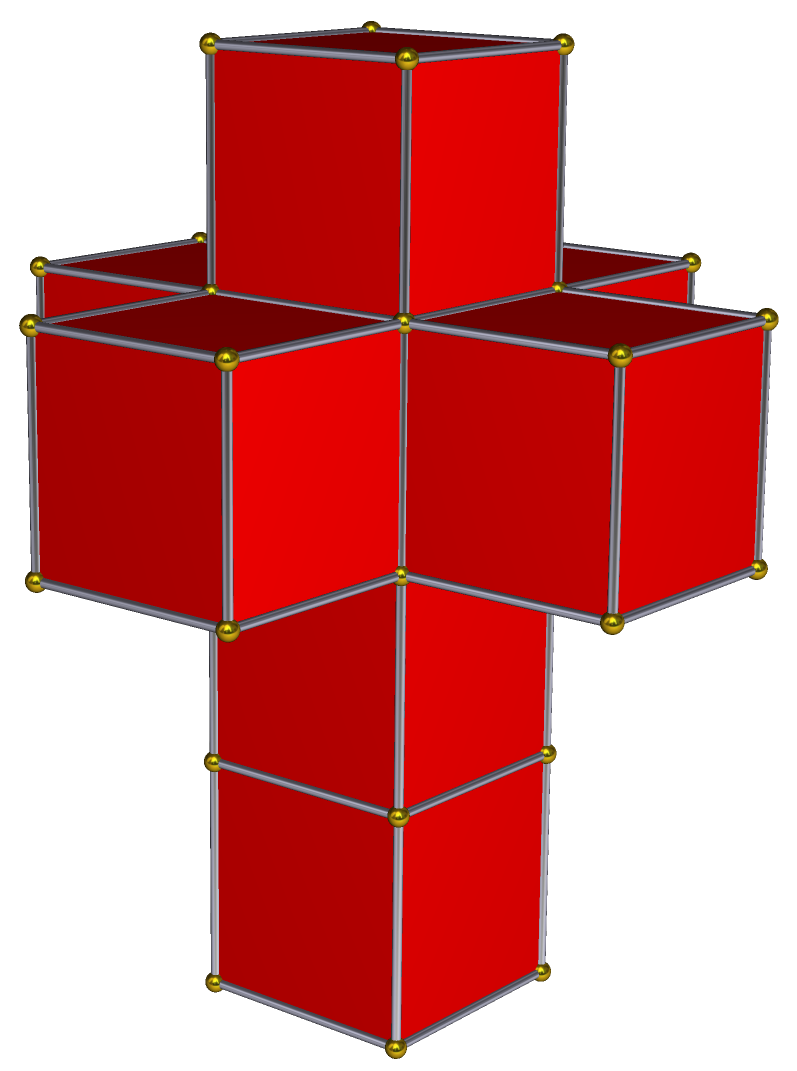
Un patron d'hypercube.

Le tesseract (hypercube à quatre dimensions) a huit cubes comme ses facettes, et juste comme le cube peut être déplié dans un hexamino, le tesseract peut être déplié dans un octacube. Un dépliage, en particulier, imite le déroulement bien connu d'un cube en une croix latine : il se compose de quatre cubes empilés les uns sur les autres, avec quatre autres cubes attachés aux faces carrées exposées du second-de-haut cube de la pile, pour former une forme de double croix en trois dimensions. Salvador Dalí a utilisé cette forme dans sa Crucifixion (Corpus hypercubus) de 1954. Il est aussi décrit dans la courte histoire de Robert A. Heinlein en 1940 "La Maison biscornue". En l'honneur de Dalí, cet octacube a été appelé la croix de Dalí,.
Plus généralement (répondant à une question posée par Martin Gardner en 1966), sur 3811 octacubes libres différents, 261 sont des dépliages du tesseract,.

## Connectivité des cubes
Bien que les cubes d'un polycube doivent être connectés de carré à carré, il n'est pas nécessaire que les carrés de chaque cube soient connectés bord à bord. Par exemple, le 26-cube formé en faisant une grille de cubes de 3×3×3 et en enlevant ensuite le cube central est un polycube valide, dans lequel la limite du vide intérieur n'est pas reliée à la frontière extérieure. Il n'est pas non plus nécessaire que la limite d'un polycube forme une variété géométrique. Par exemple, l'un des pentacubes a deux cubes qui se rencontrent bord à bord, de sorte que le bord entre eux est le côté de quatre carrés de limites.
Si un polycube a la propriété supplémentaire que son complément (l'ensemble de cubes entiers n'appartenant pas au polycube) est connecté par des chemins de cubes qui rencontrent carré à carré, alors les carrés de limites du polycube sont nécessairement aussi reliés par des chemins de carrés se rencontrant bord à bord. C'est-à-dire que, dans ce cas, la frontière forme un polyominoïde.
Chaquek-cube avec k < 7 ainsi que la croix de Dalí (avec k = 8) peuvent être dépliés en un polyomino qui couvre le plan. C'est un problème ouvert si chaque polycube avec une frontière connectée peut être déplié à un polyomino, ou si cela peut toujours être fait avec la condition supplémentaire que le polyomino couvre le plan.

## Graphe dual
La structure d'un polycube peut être visualisée au moyen d'un " graphique dual" qui a un sommet pour chaque cube et un bord pour chaque deux cubes qui partagent un carré. Ceci est différent des notions du même nom d'un dual d'un polyèdre et du graphe dual d'un graphe intégré en surface.
Des graphes duals ont également été utilisés pour définir et étudier des sous-classes spéciales des polycubes, telles que celles dont le graphe dual est un arbre.

## Casse-têtes
Les polycubes sont utilisés dans des casse-têtes tels que les suivants.
| Casse-tête                    | Inventeur                          | Nombre de pièces | Nombre de solutions |
| ----------------------------- | ---------------------------------- | ---------------- | ------------------- |
| Cube Soma                     | Piet Hein                          | 7                | 240                 |
| Cube diabolique               |                                    | 6                | 13                  |
| Cube de Bedlam                | Bruce Bedlam                       | 13               | 19 186              |
| Puzzle de Slothouber–Graatsma | Jan Slothouber et William Graatsma | 9                | 1                   |
| Puzzle de Conway              | John Horton Conway                 | 18               |                     |
| Cube de Steinhaus             | Hugo Steinhaus                     | 6                | 2                   |
| Half-hour Coffin              | Stewart Coffin                     | 6                | 1                   |
| Herzberger Quader             | Gerhard Schulze                    | 11               |                     |